# Alberto Icochea
Alberto Icochea (Callao, Perú, 1904 - Lima, Perú 23 de junio de 1964) fue un boxeador peruano. Fue campeón sudamericano en la categoría mediopesado en 1926.

## Carrera
Alberto Icochea, pugilista natural del Callao, empezó su carrera en 1922. En 1923 ganó el título peruano de peso mediano tras vencer por nocaut al arequipeño Rosendo Huerta en el ring del Ciclista Lima. En 1924 hizo una gira a Estados Unidos donde logró algunas victorias, entre ellas una por nocaut a Ralph Thomas quien falleció tras la pelea.
Disputó del título sudamericano ante su compatriota Alex Rely el 25 de diciembre de 1926 al que venció por puntos. El 1 de enero de 1928 perdió el título ante el propio Rely, también por puntos. Se retiró en 1934.
Falleció el 23 de junio de 1964 en un autobús tras un ataque al corazón.